# Leucopis gloriae
Leucopis gloriae is een vliegensoort uit de familie van de Chamaemyiidae. De wetenschappelijke naam van de soort is voor het eerst geldig gepubliceerd in 1983 door Raspi.